# 经四路自立会礼拜堂
经四路自立会礼拜堂是山东济南在1920年代建造的一座著名教堂，至今仍是该市最大的基督教教堂。
20世纪初，青岛的房地产商刘寿山发起创立基督教自立会。1913年，又在济南商埠经四路纬六路购地建立礼拜堂，1915年建成，坐北朝南，作为山东自立会总部。1924年，开始扩建大礼拜堂，1926年落成，建筑面积1300余平方米，可容纳1000多人。李洪根牧师设计。开中国人自建大型教堂先例。红砖墙红瓦顶，底层为毛石砌筑。平面为“工”字形，四角突出，正立面两侧为四层高的方形塔楼，顶部为方锥形铁皮塔尖。 

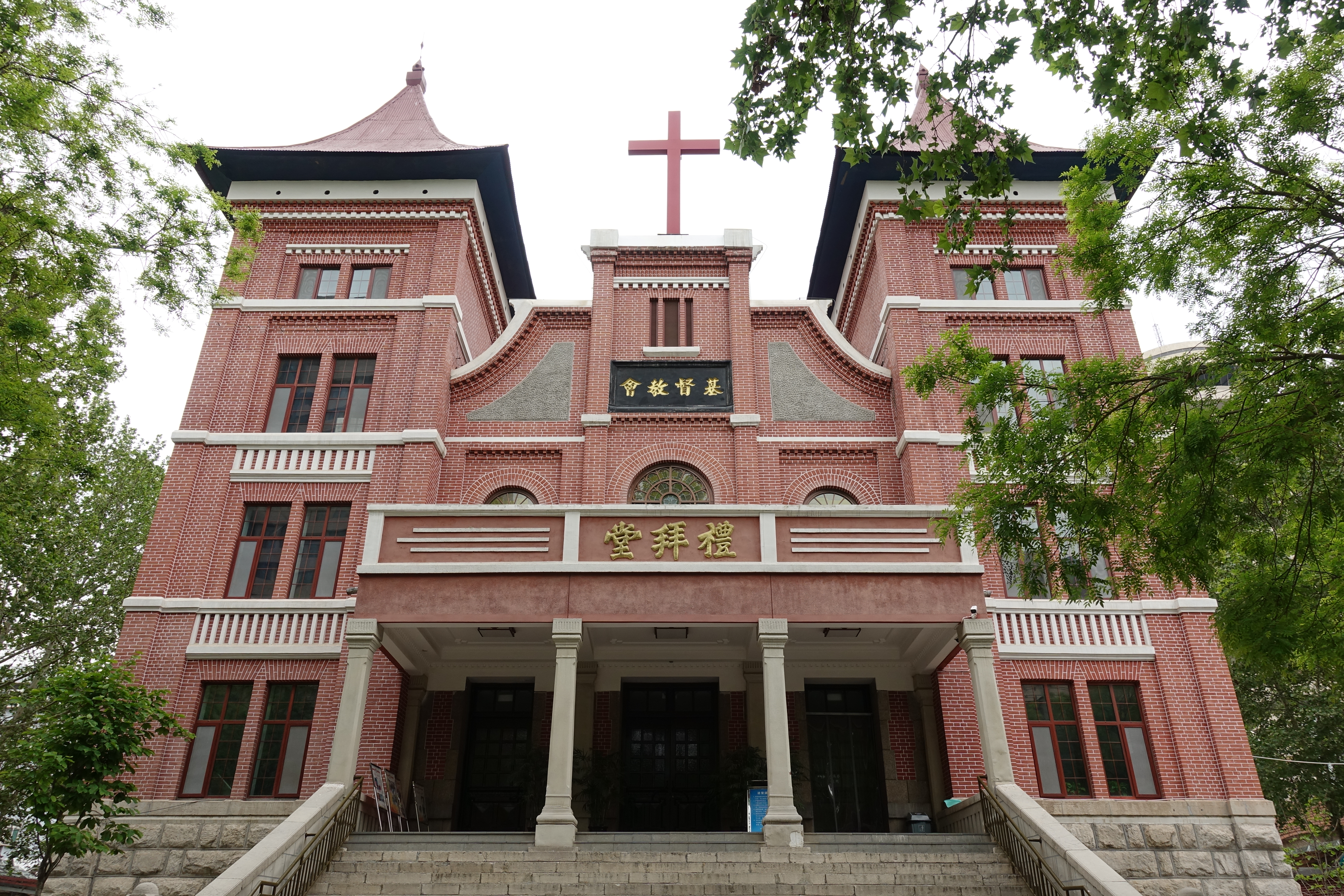

该教堂被列为山东省优秀历史建筑。 